# زائفة هندية
زائفة هندية (الاسم العلمي: Pseudomonas indica) هي نوع من البكتيريا تتبع جنس الزائفة من فصيلة الزوائف.